# Station Barry-Maulde
Station Barry-Maulde is een voormalig spoorwegstation langs spoorlijn 94 (Halle-Doornik-Franse grens) tussen Barry en Maulde, vandaag twee deelgemeenten van de stad Doornik.

## Aantal instappende reizigers
De grafiek en tabel geven het gemiddeld aantal instappende reizigers weer op een week-, zater- en zondag.
| Tabel: aantal instappende reizigers station Barry-Maulde | Tabel: aantal instappende reizigers station Barry-Maulde | Tabel: aantal instappende reizigers station Barry-Maulde | Tabel: aantal instappende reizigers station Barry-Maulde |
|                                                          | Weekdag                                                  | Zaterdag                                                 | Zondag                                                   |
| -------------------------------------------------------- | -------------------------------------------------------- | -------------------------------------------------------- | -------------------------------------------------------- |
| 1977                                                     | 138                                                      | 15                                                       | 7                                                        |
| 1978                                                     | 120                                                      | 12                                                       | 16                                                       |
| 1979                                                     | 114                                                      | 6                                                        | 8                                                        |
| 1980                                                     | 147                                                      | 35                                                       | 10                                                       |
| 1981                                                     | 89                                                       | 15                                                       | 1                                                        |
| 1982                                                     | 110                                                      | 16                                                       | 0                                                        |
| 1983                                                     | 91                                                       | 14                                                       | 0                                                        |

Barry-Maulde · 
Blandain · 
Chercq · 
Doornik · 
Ere · 
Froyennes · 
Havinnes · 
Havinnes-Village · 
Kain · 
Templeuve · 
Vaulx · 
Willemeau-Froidmont
0,0: Halle ·
5,1: Beert-Bellingen ·
7,2: Sint-Renelde ·
10,0: Bierk ·
15,4: Edingen ·
18,2: Mark ·
24,2: Zullik ·
26,0: Opzullik ·
27,4: Hellebecq ·
30,7: Meslin-l'Evêque ·
32,8: Isières ·
34,4: Lanquesaint ·
38,4: Aat ·
41,7: Villers-Notre-Dame ·
43,7: Ligne ·
47,5: Chapelle-à-Wattines ·
50,4: Leuze ·
53,5: Pipaix ·
56,0: Barry-Maulde ·
61,6: Havinnes ·
63,9: Havinnes-Village ·
68,5: Doornik ·
71,1: Froyennes ·
75,5: Blandain